# غريغ فاريل
غريغ فاريل (بالإنجليزية: Greg Farrell)‏ (19 مارس 1944 في المملكة المتحدة - ) هو لاعب كرة قدم بريطاني في مركز جناح ‏. لعب مع برمنغهام سيتي وكارديف سيتي ونادي بوري.

## وصلات خارجية
- غريغ فاريل على موقع قاعدة بيانات كرة القدم.إي يو (الإنجليزية)